# Pseudolycoriella subvetula
Pseudolycoriella subvetula är en tvåvingeart som beskrevs av Hans-Georg Rudzinski 2000. Pseudolycoriella subvetula ingår i släktet Pseudolycoriella och familjen sorgmyggor.
Artens utbredningsområde är Slovakien. Inga underarter finns listade i Catalogue of Life.